# Édouard Odier
Pour les articles homonymes, voir Odier.
Édouard Alexandre Odier est un peintre français, né à Hambourg le 16 janvier 1800 et mort à Paris le 19 juillet 1887.

## Biographie
Fils d'Antoine Odier (1766-1853), banquier et pair de France, et de Suzanne Boué, Édouard Odier est l'élève de Coutan et de Jean-Auguste-Dominique Ingres.
Il voyage en Italie où il se lie particulièrement avec Louis Léopold Robert et Alexandre Hesse. Il épouse Mathilde de Laborde (1815-1904), troisième fille d'Alexandre de Laborde, elle-même artiste peintre, élève d'Ary Scheffer ; le couple n'eut pas d'enfant.
Avec sa femme, il effectue un voyage au Maroc. Rentré en France, il poursuit une carrière de portraitiste et de peintre d'histoire, obtenant plusieurs médailles aux Salons à partir de 1831.
Édouard Odier est décoré de la Légion d'honneur en 1846.
Il a laissé des Mémoires écrits en 1854 et publiés après sa mort.

## Œuvres dans les collections publiques

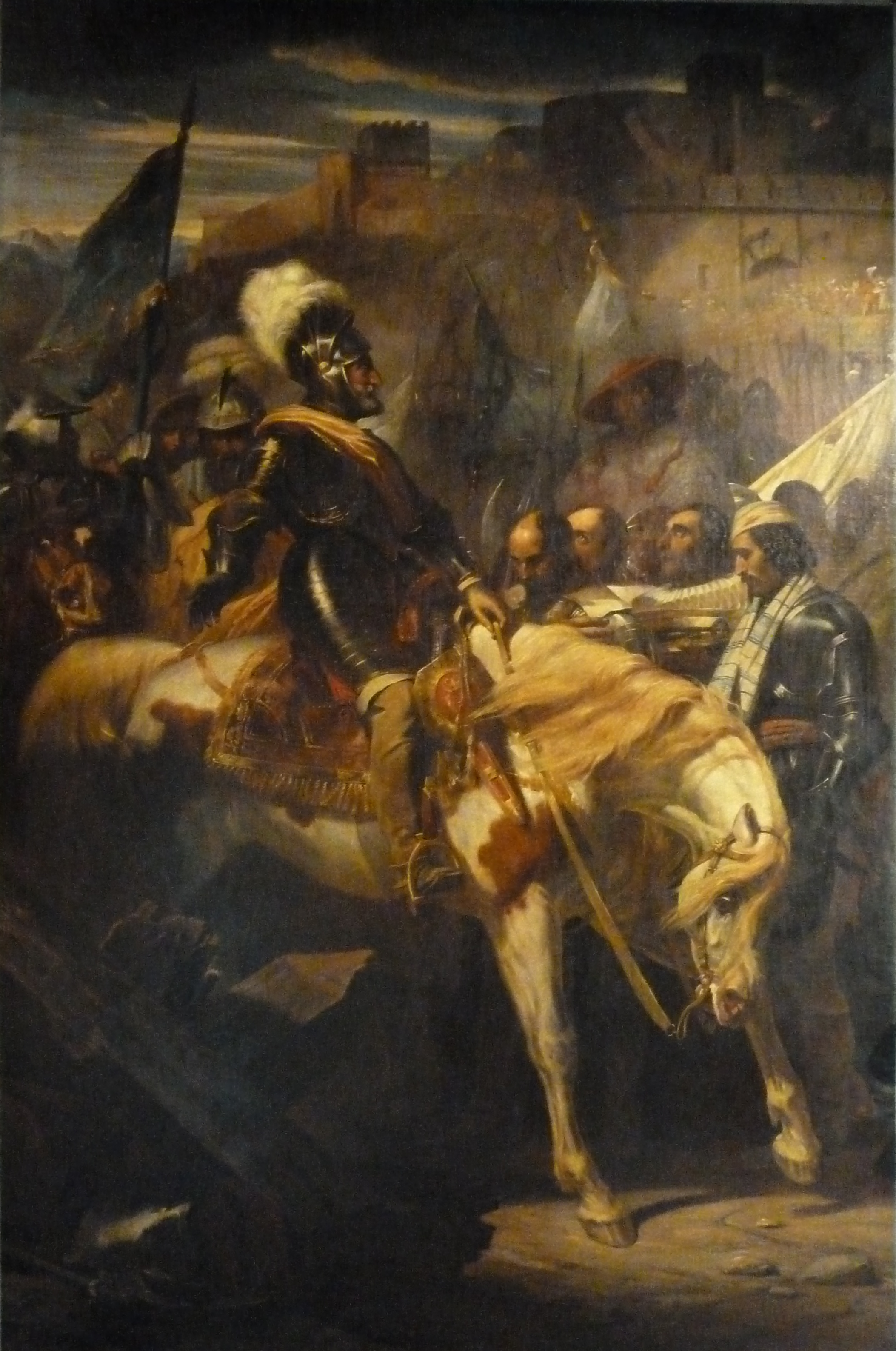
Henri IV à Montmelian, Nérac, Château-musée Henri IV.

- Henri IV à Montmelian, Nérac, Château-musée Henri IV.Caen, musée des beaux-arts : Épisode de la retraite de Russie, huile sur toile, œuvre détruite[4].
- Le Plessis-Robinson, chapelle Saint-Jean-Baptiste :
  - L'Adoration des mages ;
  - La Madeleine.
- Le Mérévillois, église Saint-Pierre-ès-Liens :
  - La Marche des rois mages[5]
- Nérac, château-musée Henri IV : Entrée de Henri IV à Montmélian. 16 novembre 1600, 1837, huile sur toile.
- Versailles, musée de l'Histoire de France :
  - Alain Fergent, duc de Bretagne (?-1119), vers 1844, huile sur toile ;
  - Baudouin II, dit du Bourg, roi de Jérusalem (?-1131), vers 1843, huile sur toile ;
  - Eustache III, comte de Boulogne (?-1125), 1844, huile sur toile ;
  - Josselin de Courtenay, comte d'Edesse (?-1131), vers 1843, huile sur toile ;
  - Levée du siège de Rhodes. 19 août 1480, 1841, huile sur toile ;
  - Pierre d'Aubusson, 38e grand maître de l'ordre de Saint-Jean-de-Jérusalem (vers 1423-1503), 1840, huile sur toile.

## Publication
- Mémoires familiers d'Édouard Odier, Genève, Lucien Boissonnas éd., Slatkine, 2006  (ISBN 2-05-102009-4). Voyages et événements vécus entre 1800 et 1858 par un peintre français, suivis de trois études de son œuvre picturale.